# 東濤苑

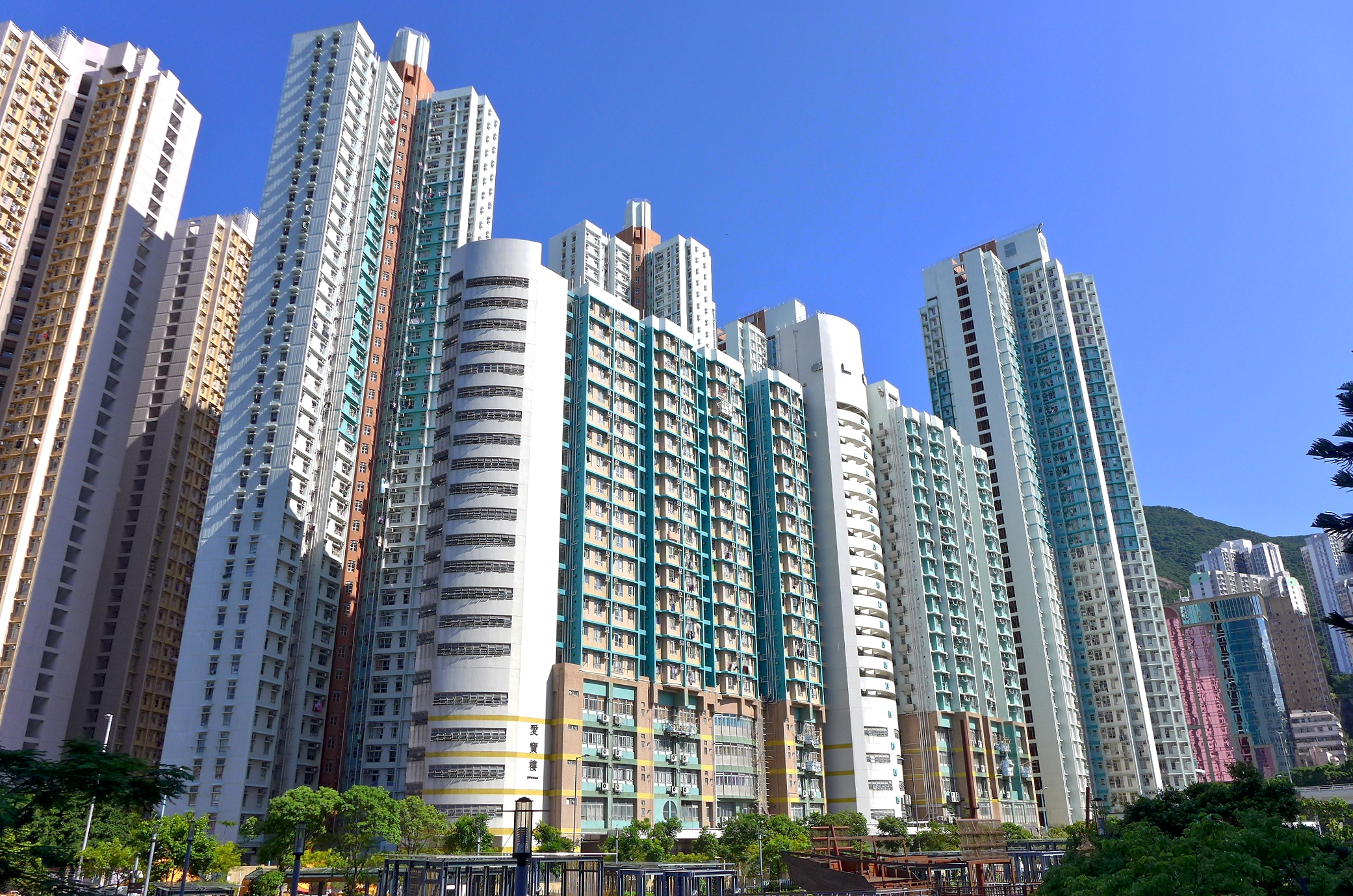
愛寶樓

東濤苑（英語：Tung Tao Court）位於香港東區筲箕灣的居屋屋苑，於2005年5月23日落成，由香港房屋委員會發展，周古梁建築工程師有限公司設計，西松建設株式會社承建，並於出售剩餘居屋單位第三期及第四期推出發售。

## 屋苑概要
東濤苑原本有五座，包括兩座新十字型大廈、兩座康和式單向設計大廈及一座新和諧式小型單位大廈，是香港島首個採用康和式單向設計大廈的居屋屋苑，亦是目前香港島最後一個採用康和式設計居屋的屋苑（同時亦是全港最後一個入伙的全新康和式及1999年版本新十字型居屋）。屋苑原定分兩個階段、於2003年11月及2004年1月落成，不過最後延至2005年5月落成。
後來屋苑內小型單位大廈改為出租公屋，歸入愛東邨，並命名為愛寶樓，部分單位用作安置黃竹坑邨1-2人住戶，而基座則為社區會堂及其他社福團體單位。剩下樓宇原先考慮售予房協作明華大廈重建的安置屋邨、改作旅館，或者連同其他剩餘居屋售予華潤集團作旗下「木棉花公寓」，但最後上述計劃均告吹。隨後，於2007-08年間重新改作居屋出售（而2014年起出售的新居屋，交樓標準以東濤苑為基礎），使東濤苑成為香港僅有兩個仍有用作居屋的1998年版本新十字型大廈的屋苑（另一個為油翠苑），亦是在2014年復建居屋後首個屋苑宏富苑落成前，全港最新建成的居屋屋苑。
東濤苑同鄰近的東旭苑均是香港島以致全香港綠表市場售價高的屋苑之一。

## 屋苑資料

### 樓宇
| 樓宇名稱（座號）     | 門牌號碼   | 樓宇類型                    | 落成日期      | 層數 | 每層伙數 | 單位數目（伙） | 建築師                   | 期數 | 承建商           | 提供升降機的廠商 |
| -------------------- | ---------- | --------------------------- | ------------- | ---- | -------- | -------------- | ------------------------ | ---- | ---------------- | ---------------- |
| 曉濤閣（A座／第1座） | 愛信道33號 | 新十字型 （1999年改良版本） | 2005年5月23日 | 40   | 10       | 400            | 周古梁建築工程師有限公司 | 4    | 西松建設株式會社 | 日立             |
| 旭濤閣（B座／第2座） | 愛信道33號 | 新十字型 （1999年改良版本） | 2005年5月23日 | 36   | 10       | 360            | 周古梁建築工程師有限公司 | 4    | 西松建設株式會社 | 日立             |
| 暉濤閣（C座／第3座） | 愛信道33號 | 單向設計康和型 （統型）     | 2005年5月23日 | 36   | 6        | 216            | 周古梁建築工程師有限公司 | 4    | 西松建設株式會社 | 日立             |
| 映濤閣（D座／第4座） | 愛信道33號 | 單向設計康和型 （統型）     | 2005年5月23日 | 40   | 6        | 240            | 周古梁建築工程師有限公司 | 4    | 西松建設株式會社 | 日立             |

（註：由於E座／第5座在入伙前納入愛東邨、並且命名為愛寶樓，故此略去該座號。但仍在東濤苑地段上佔有業權份數。）
東濤苑所處位置原本是愛秩序灣，後來政府決定填海，成為新填海區，用以發展公共屋邨（愛東邨）及居屋屋苑（愛蝶灣、東旭苑及東濤苑）。現在東濤苑共有四座大廈，而各座大廈名稱首一個漢字均以日部（〇濤閣）為名。
屋苑向北的大部份單位均向望向筲箕灣避風塘、維多利亞港及九龍對岸的景緻；而南面則望向大潭山。

## 設施
東濤苑設有一座停車場、平台花園、遊樂場，供苑內居民使用。曉濤閣及停車場基座之間有一條通道讓居民通往毗鄰的東旭苑。
雖然中華基督教會基灣小學（愛蝶灣）校舍不在屋苑地界內，但該校舍屬於東濤苑建築工程的其中一部份，並率先於2002年10月竣工啟用，較住宅部份早三年完成。

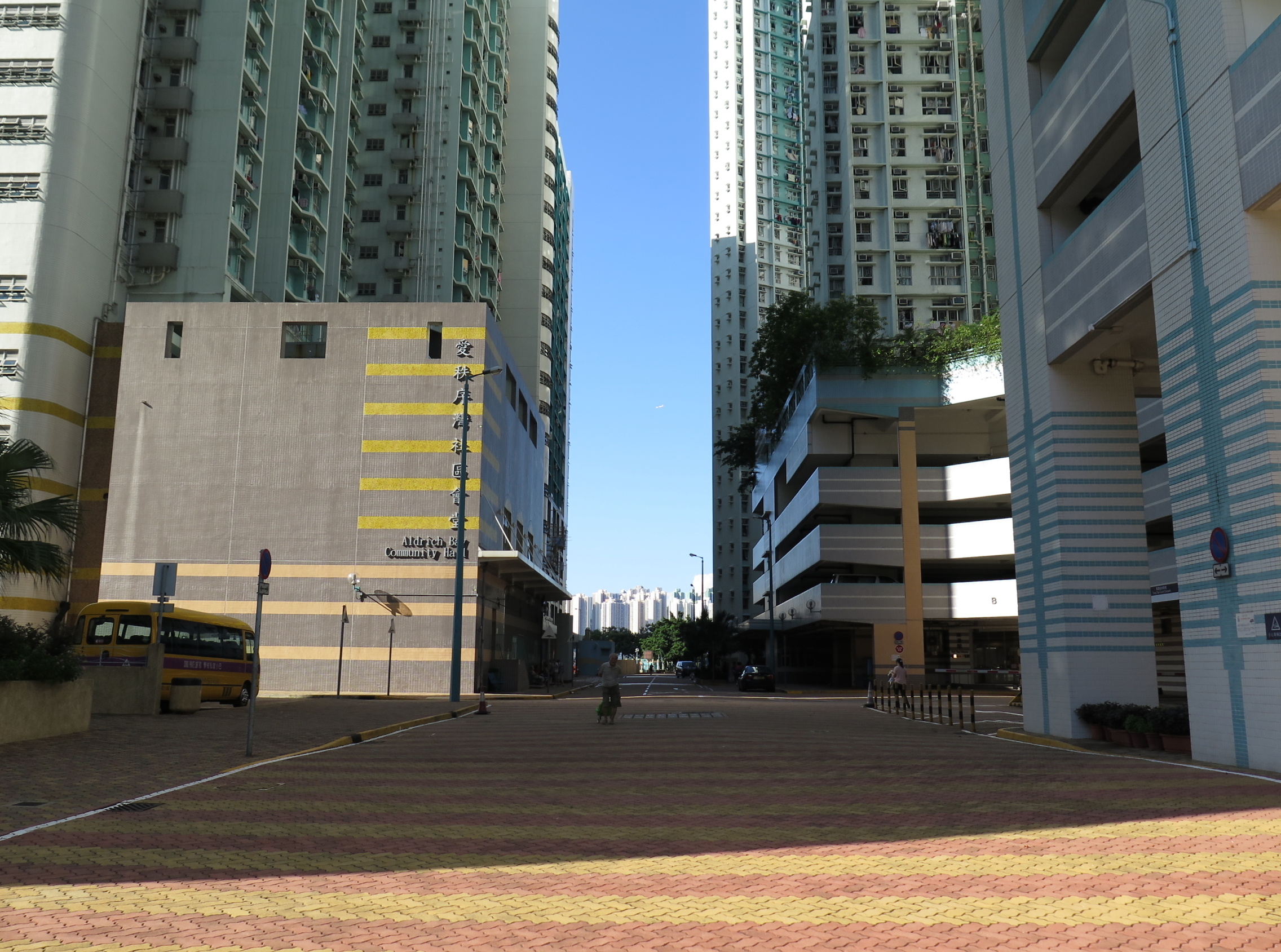
緊急通道
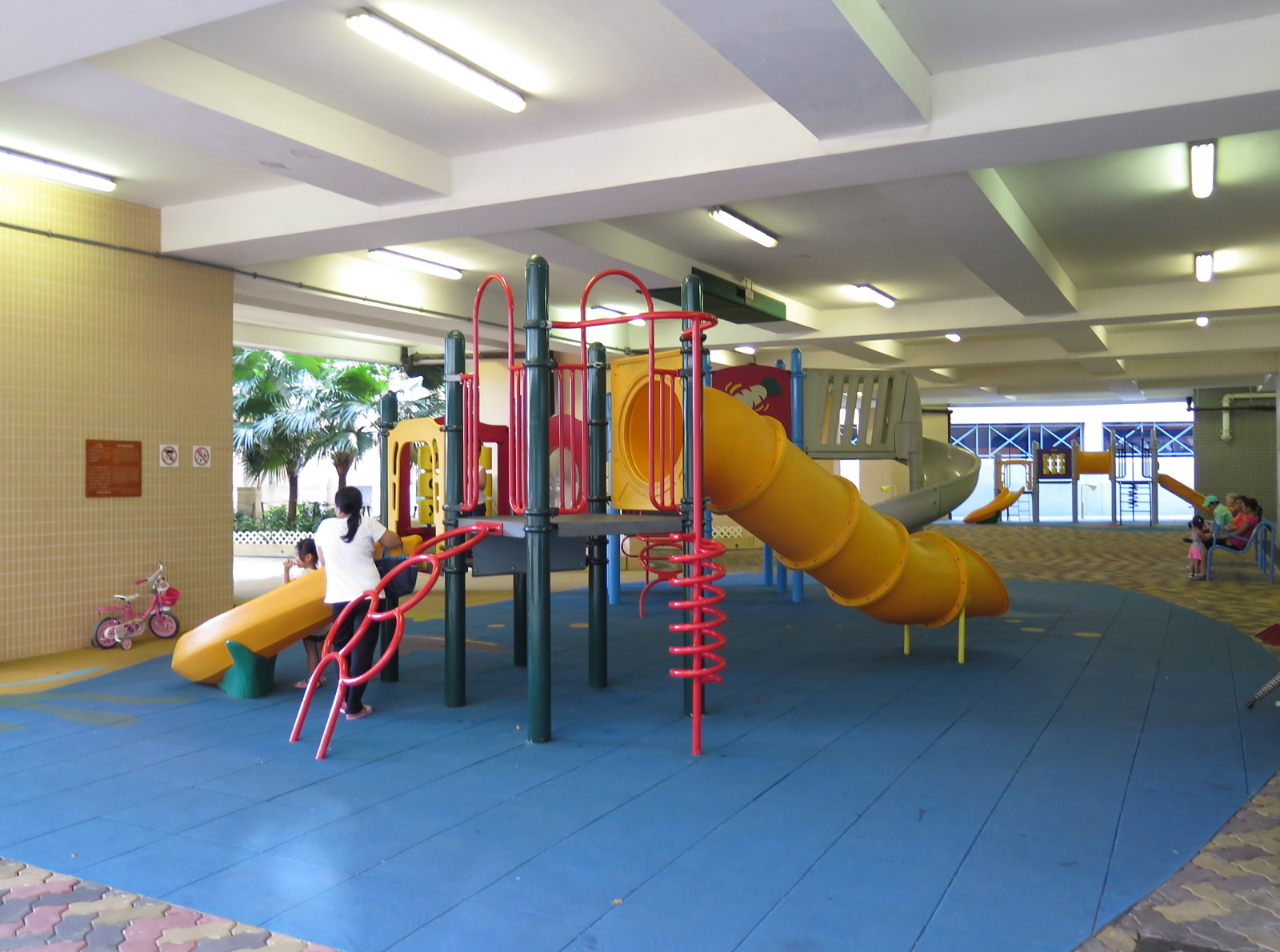
室內兒童遊樂場
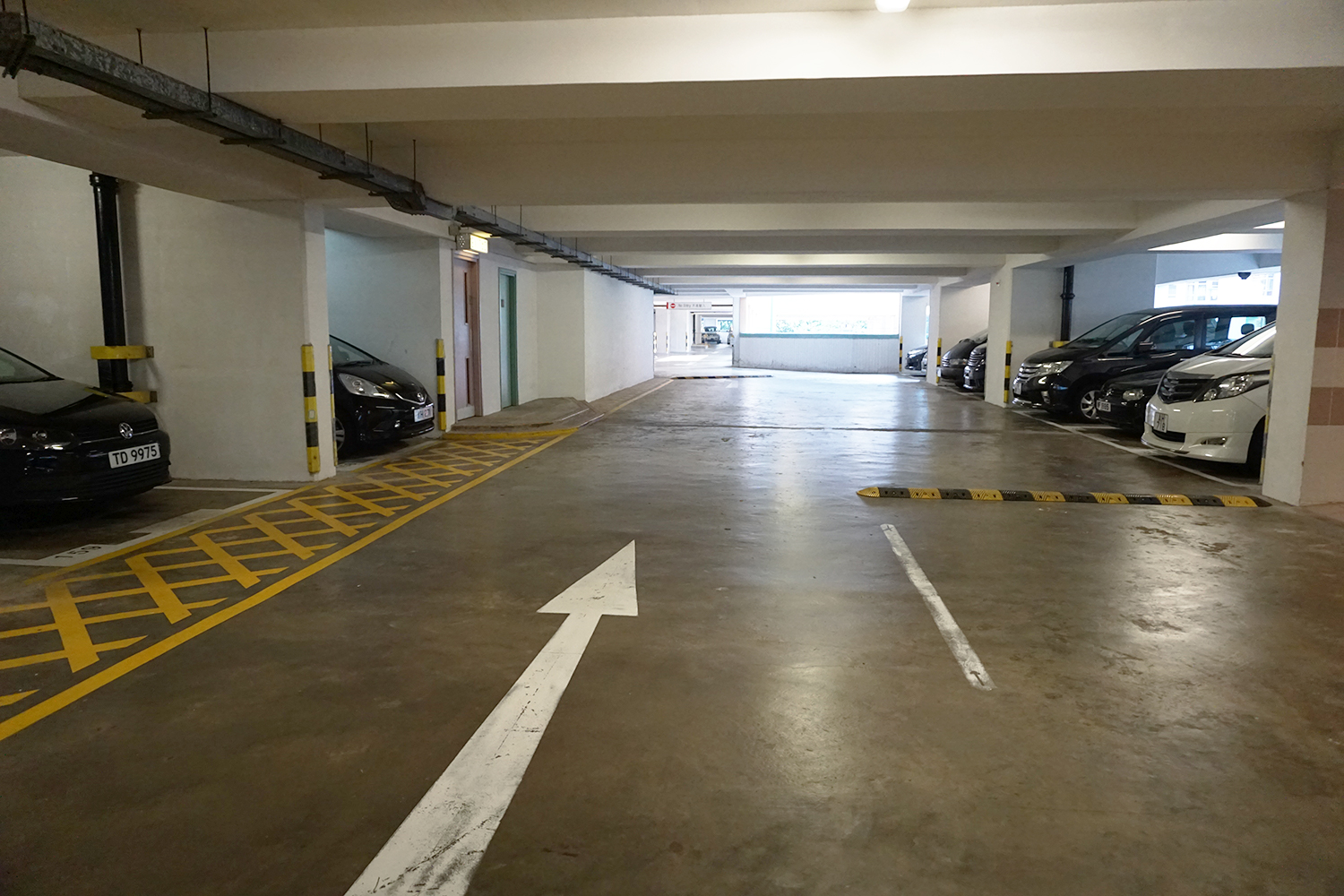
停車場